# Попокатепетъл
Попокатѐпетъл (на испански: Popocatépetl, често наричан и Ел По̀по или Дон Го̀йо) е активен стратовулкан, част от 900-километровия Трансмексикански вулканичен пояс и втората най-висока точка (5426 m) в Мексико след Пико де Орисаба – 5636 м.
Името на вулкана идва от езика науатъл от думите popōca („пуши“) и tepētl („планина“), тоест Пушещата планина.
На север Попокатепетъл се свързва с вулкана Истаксиуатъл чрез седловината Пасо де Кортес.
Вулканът е активен. През 1947 г. голямо изригване поставя началото на тази до наши дни непрекъсната активност. На 21 декември 1994 г. вулканът изхвърля газ и пушек, който се разнася на радиус 25 километра. Активността кара околните градове да се евакуират, а учените да следят отблизо за възможни изригвания. През декември 2000 г. се евакуират десетки хиляди души, предупредени от учените. Малко по-късно се регистрира едно от най-мощните изригвания на вулкана за последните няколко хиляди години.
Попокатепетъл се намира на 70 километра югоизточно от столицата Мексико, откъдето може да бъде видян при добри атмосферни условия. Жителите на Пуебла, на 40 километра източно, се наслаждават на гледката през цялата година.
Първото изкачване на планината от испанците е през 1519 г. и се води от Диего де Ордас.
Манастирите, построени по склоновете на планината в началото на 16 век, са обявени за световно богатство.